# Matewos Issaakjan

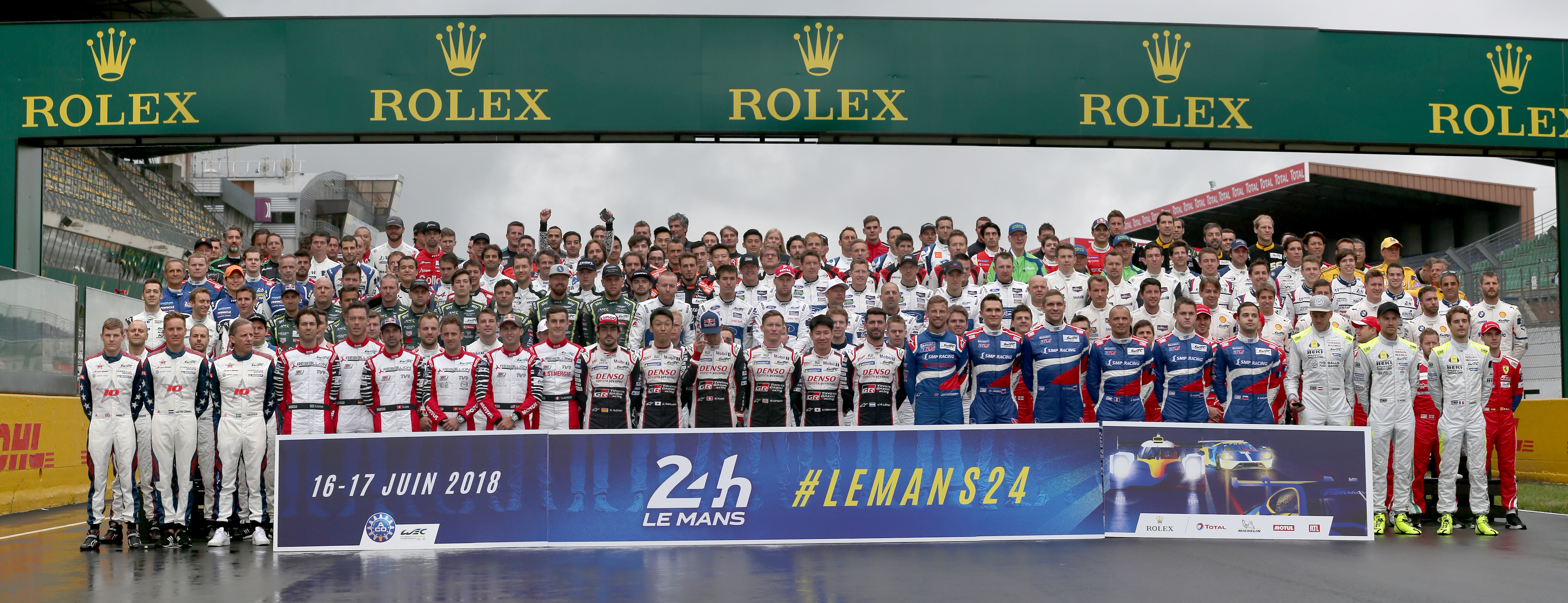
Matewos Issaakjan (erste Reihe, vierter von rechts) bei der Fahrerparade zum 24-Stunden-Rennen von Le Mans 2018

Matewos Issaakjan, auch Matevos Isaakyan (russisch Матевос Исаакян; *  17. April 1998 in Moskau) ist ein ehemaliger russischer Automobilrennfahrer. Er startete 2015 und 2016 in der GP3-Serie.

## Karriere
Issaakjan begann seine Motorsportkarriere 2010 im Kartsport, in dem er bis 2012 aktiv blieb. 2013 wechselte er in den Formelsport und startete als Mitglied des Nasha-Formula-Programms in der französischen F4-Meisterschaft. Er erzielte fünf Podest-Platzierungen und schloss die Saison auf dem fünften Gesamtrang ab.
Anfang 2014 startete Issaakjan für ETEC Motorsport in der Toyota Racing Series in Neuseeland. Er beendete die Saison auf dem neunten Gesamtrang. Anschließend wechselte Issaakjan zu JD Motorsport in die alpine Formel Renault. Er stieg erst zum zweiten Rennwochenende ein, da er erst dann das Mindestalter von 16 Jahren erreicht hatte. Issaakjan gewann zwei Rennen und wurde Meisterschaftsdritter. Darüber hinaus absolvierte er für JD Motorsport sechs Gaststarts im Formel Renault 2.0 Eurocup. 2015 blieb Issaakjan bei JD Motorsport und fuhr in der alpinen Formel Renault und im Formel Renault 2.0 Eurocup. In der alpinen Formel Renault gewann er drei Rennen und stand viermal als Zweiter auf dem Podium. Er erreichte den vierten Platz in der Fahrerwertung. Im Eurocup erzielte er zwei dritte Plätze als beste Ergebnisse und wurde Zehnter im Gesamtklassement. Darüber hinaus nahm Issakjan für Koiranen GP an zwei Veranstaltungen der GP3-Serie 2015 teil.
2016 erhielt Issaakjan ein Stammcockpit bei Koiranen GP in der GP3-Serie. Mit einem vierten Platz als bestem Resultat erreichte er den 17. Platz in der Fahrerwertung. Darüber hinaus fuhr Issaakjan 2016 für das von AF Corse betreute Team SMP Racing in der Formel V8 3.5 bei einigen Rennen. Auf dem Circuito de Jerez gewann er ein Rennen. Die Saison beendete er auf dem neunten Gesamtrang.
2019 nahm er an zwei Rennwochenenden in der FIA-Formel-2-Meisterschaft teil.

## Persönliches
Issaakjans Zwillingsbruder Nerses Issaakjan ist ebenfalls Automobilrennfahrer.

## Statistik

### Karrierestationen
| - 2010–2012: Kartsport - 2013: Französische F4 (Platz 5) - 2014: Toyota Racing Series (Platz 9) | - 2014: Alpine Formel Renault (Platz 3) - 2015: Alpine Formel Renault (Platz 4) - 2015: Formel Renault 2.0 Eurocup (Platz 10) | - 2015: GP3-Serie (Platz 21) - 2016: GP3-Serie (Platz 17) - 2016: Formel V8 3.5 (Platz 9) - 2019: Formel 2 (Platz 25) |

### Einzelergebnisse in der GP3-Serie
| Jahr | Team        | 1   | 2   | 3   | 4   | 5   | 6   | 7   | 8   | 9   | 10  | 11  | 12  | 13  | 14  | 15  | 16  | 17  | 18  | Punkte | Rang |
| ---- | ----------- | --- | --- | --- | --- | --- | --- | --- | --- | --- | --- | --- | --- | --- | --- | --- | --- | --- | --- | ------ | ---- |
| 2015 | Koiranen GP | ESP | ESP | AUT | AUT | GBR | GBR | HUN | HUN | BEL | BEL | ITA | ITA | RUS | RUS | BRN | BRN | UAE | UAE | 2      | 21.  |
| 2015 | Koiranen GP |     |     |     |     |     |     |     |     |     |     |     |     |     |     | DNF | 14  | 9   | 12  | 2      | 21.  |
| 2016 | Koiranen GP | ESP | ESP | AUT | AUT | GBR | GBR | HUN | HUN | GER | GER | BEL | BEL | ITA | ITA | MAS | MAS | UAE | UAE | 17     | 17.  |
| 2016 | Koiranen GP | 11  | 6   | DNF | DNF | 21  | 18  | 12  | 8   | DNF | 13  | 8   | 4   | DNF | DNF | 15  | 14  | DNF | 16  | 17     | 17.  |

### Einzelergebnisse in der Formel V8 3.5
| Jahr | Team              | 1   | 2   | 3   | 4   | 5   | 6   | 7   | 8   | 9   | 10  | 11  | 12  | 13  | 14  | 15  | 16  | 17  | 18  | Punkte | Rang |
| ---- | ----------------- | --- | --- | --- | --- | --- | --- | --- | --- | --- | --- | --- | --- | --- | --- | --- | --- | --- | --- | ------ | ---- |
| 2016 | SMP Racing        | ALC | ALC | HUN | HUN | SPA | SPA | LEC | LEC | SIL | SIL | SPI | SPI | MNZ | MNZ | JER | JER | CAT | CAT | 70     | 9.   |
| 2016 | SMP Racing        | 12  | 10  | DNF | DNF | DNS | DNF | 10  | 12  |     |     | 12  | 3   |     |     | 1   | 6   | 5   | 5   | 70     | 9.   |
| 2017 | SMP Racing by AVF | SIL | SIL | SPA | SPA | MNZ | MNZ | JER | JER | ALC | ALC | NÜR | NÜR | MEX | MEX | COA | COA | BRN | BRN | 215    | 2.   |
| 2017 | SMP Racing by AVF | 4   | DNF | DNF | 1   | 3   | 5   | 3   | 3   | 2   | 5   | 1   | 2   | 2   | 4   | 4   | 6   | DNF | 6   | 215    | 2.   |

### Le-Mans-Ergebnisse
| Jahr | Team                      | Fahrzeug           | Teamkollege     | Teamkollege       | Platzierung | Ausfallgrund |
| ---- | ------------------------- | ------------------ | --------------- | ----------------- | ----------- | ------------ |
| 2018 | SMP Racing                | BR Engineering BR1 | Jegor Orudschew | Stéphane Sarrazin | Ausfall     | Unfall       |
| 2020 | Inter Europol Competition | Ligier JS P217     | René Binder     | Jakub Śmiechowski | Rang 42     |              |

### Einzelergebnisse in der FIA-Langstrecken-Weltmeisterschaft
| Saison  | Team          | Rennwagen          | 1   | 2   | 3   | 4   | 5   | 6   | 7   | 8   |
| ------- | ------------- | ------------------ | --- | --- | --- | --- | --- | --- | --- | --- |
| 2018/19 | SMP Racing    | BR Engineering BR1 | SPA | LEM | SIL | FUJ | SHA | SEB | SPA | LEM |
| 2018/19 | SMP Racing    | BR Engineering BR1 | DNF | DNF |     | DNF | DNF |     |     |     |
| 2019/20 | Inter Europol | Ligier JS P217     | SIL | FUJ | SHA | BAH | AUS | SPA | LEM | BAH |
| 2019/20 | Inter Europol | Ligier JS P217     |     |     |     | 42  |     |     |     |     |